# Samdruptse
Samdruptse, även känd som Samzhubzê, är ett stadsdistrikt i Shigatse i centrala Tibet. Stadsdistriktet utgjorde tidigare den egentliga staden Shigatse, men ombildades till ett stadsdistrikt 2014.
Staden var huvudstad i den gamla tibetanska provinsen Tsang. Den ligger på 3.840 m ö.h. där floderna Yarlung Zangbo och Nianchuhe möts.
Populära sevärdheter är klostret Trashilhünpo, som är Panchen Lamas traditionella säte, och Samdrubtse Dzong, eller Shigatse dzong, en borg som förstördes under det tibetanska upproret 1959, men restaurerades mellan 2005 och 2007. Det arrangeras av och till utflykter mot Mount Everest.

Samdruptse
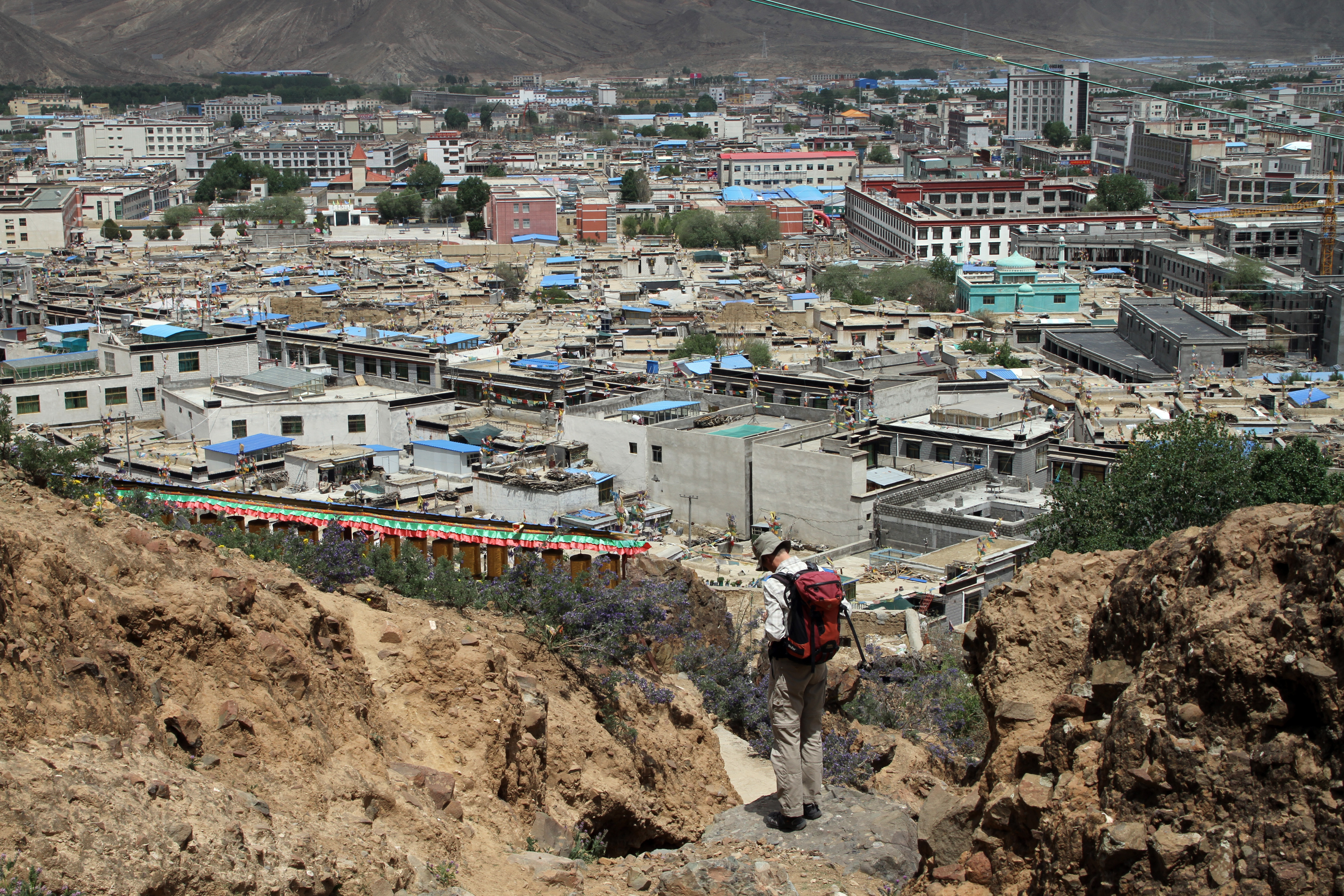
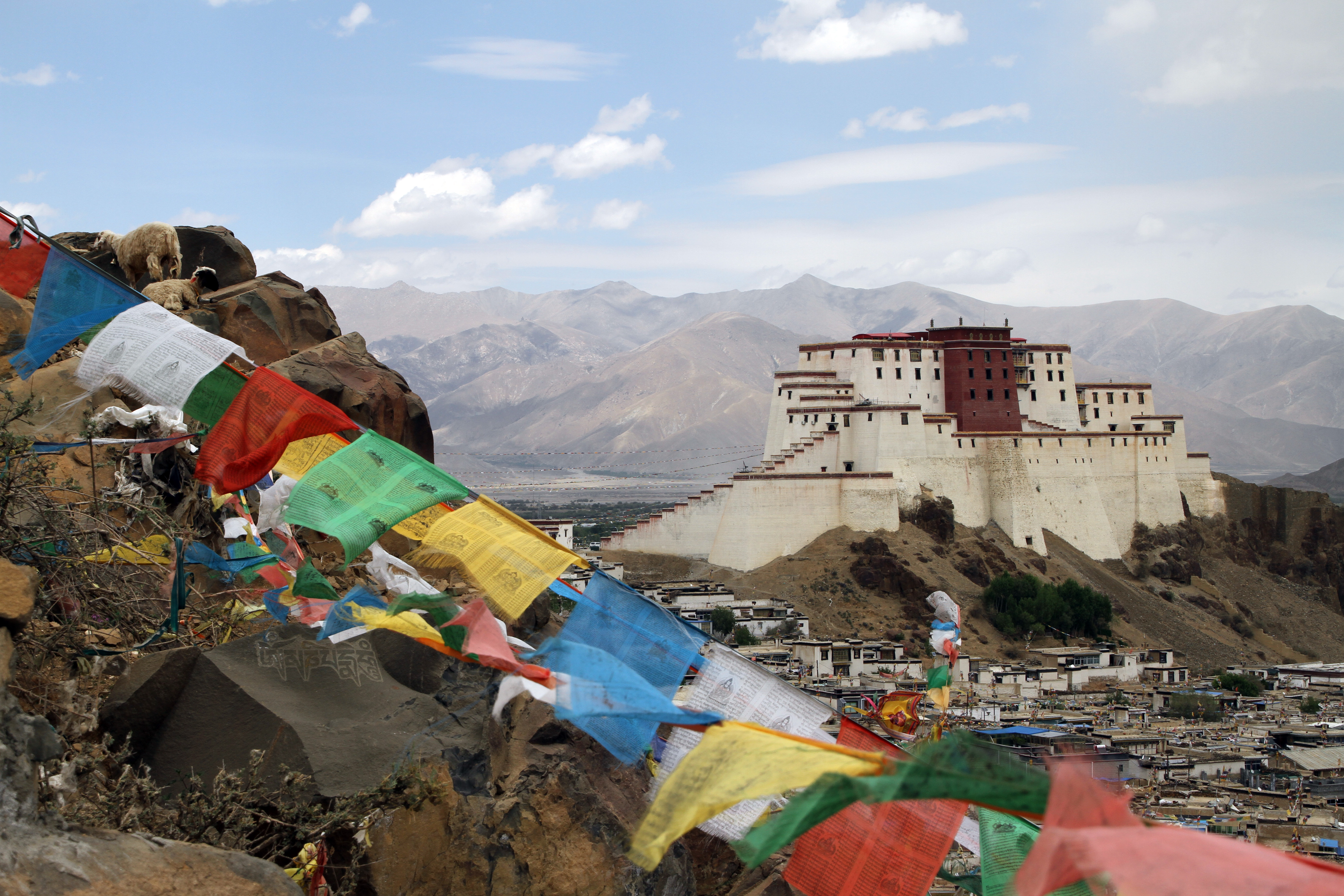
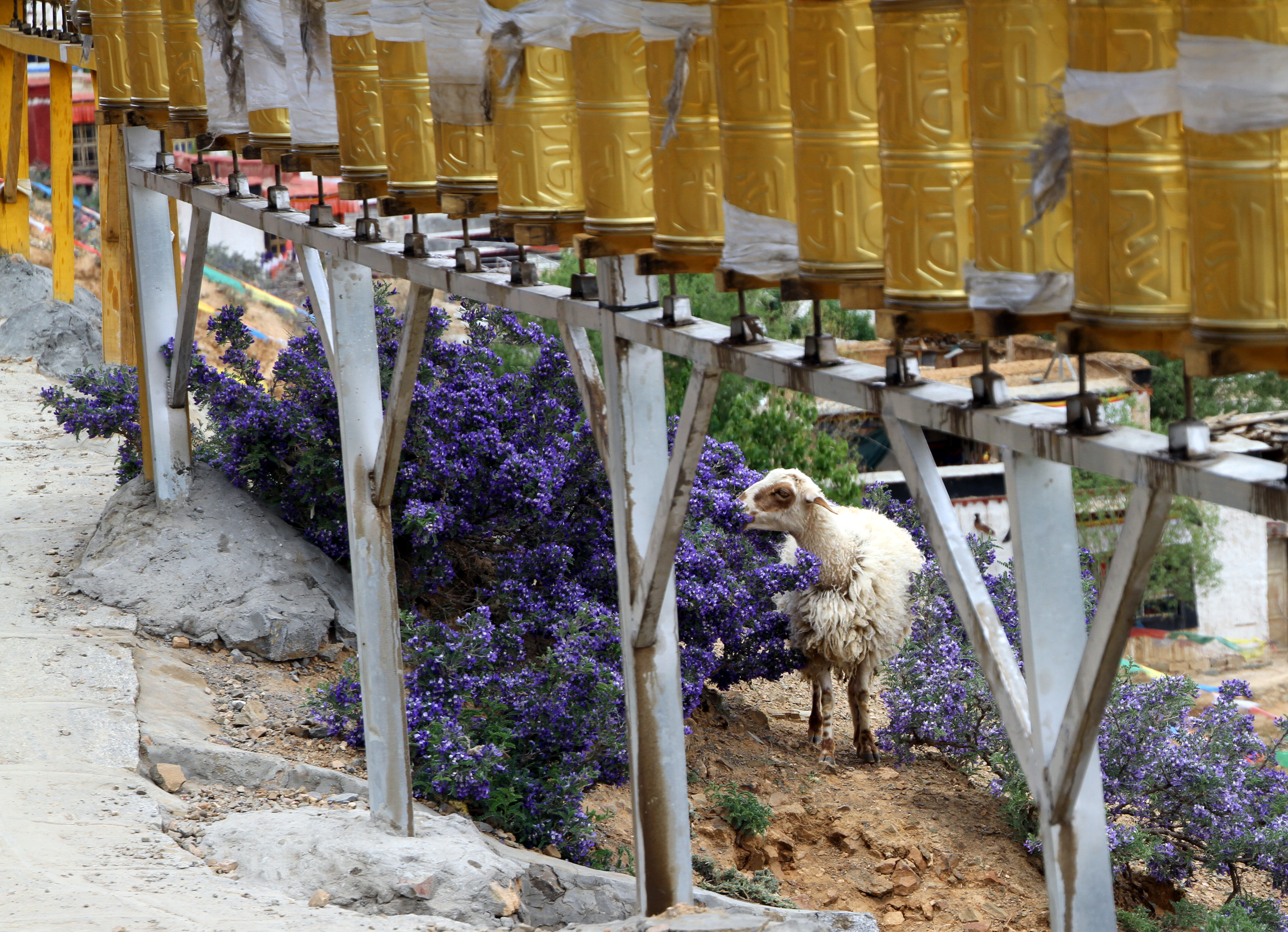
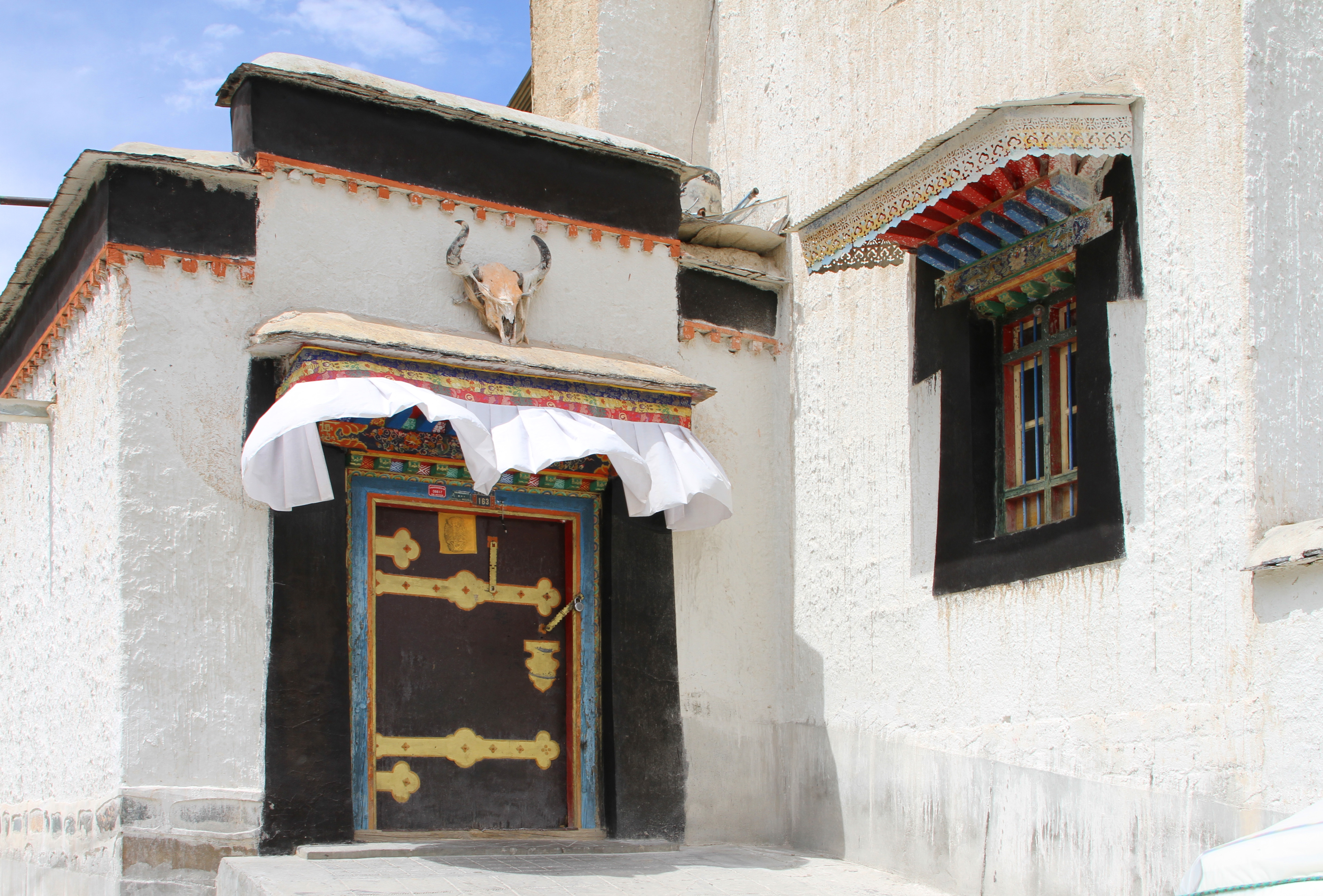
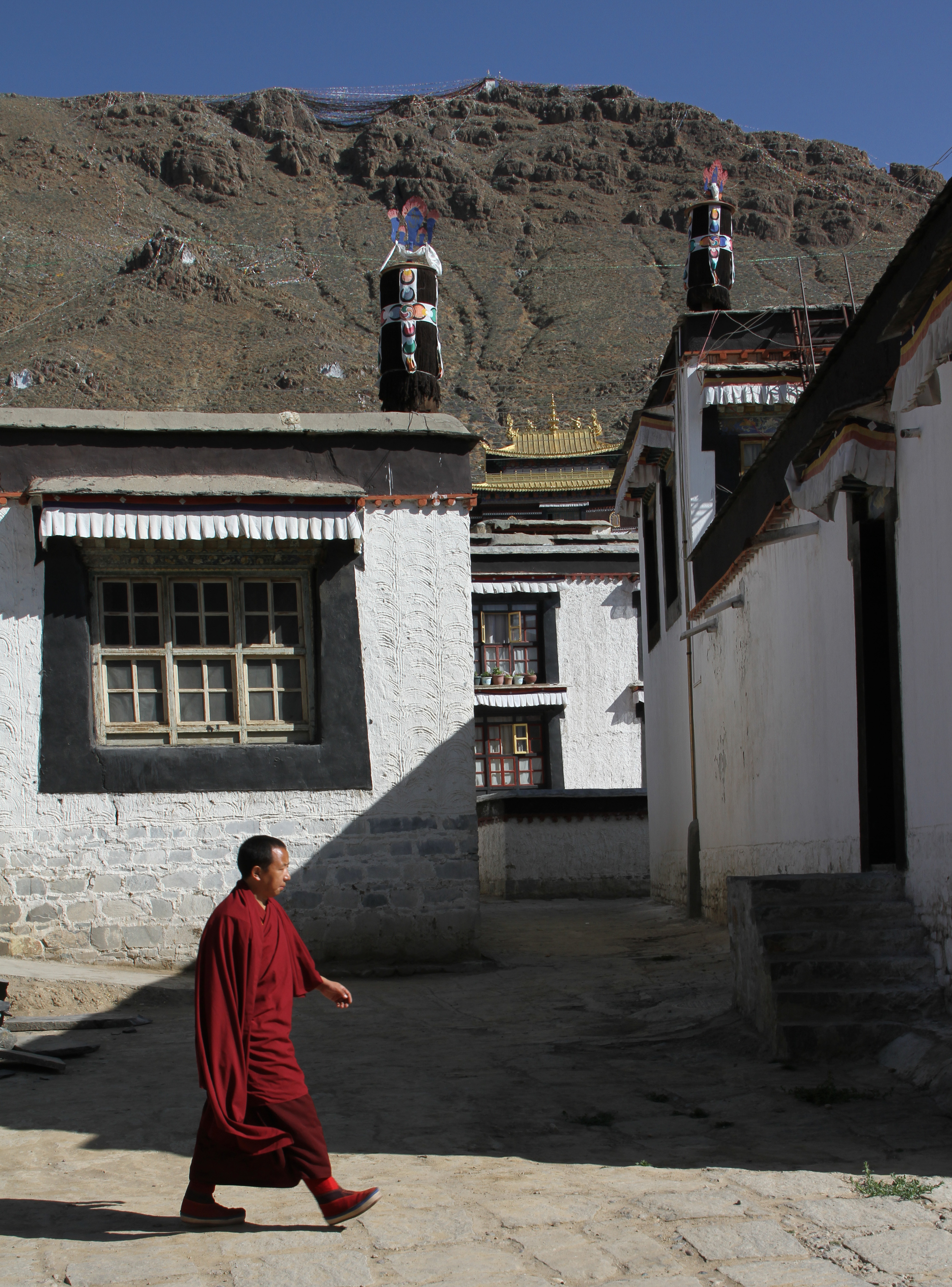
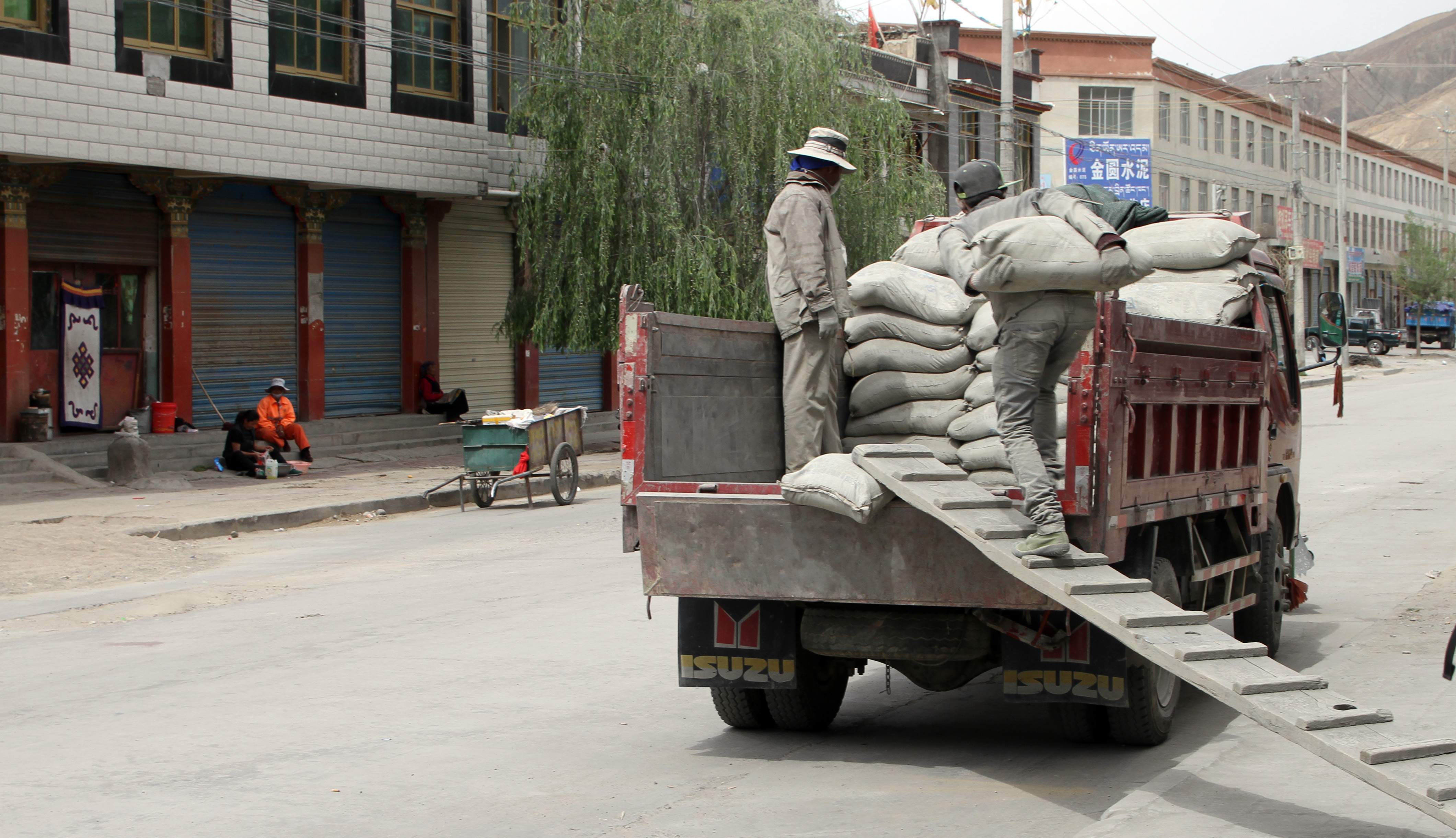